# Lista chorążych reprezentacji Boliwii na igrzyskach olimpijskich
Lista chorążych reprezentacji Boliwii na igrzyskach olimpijskich – lista zawodników i zawodniczek reprezentacji Boliwii, którzy podczas ceremonii otwarcia nowożytnych igrzysk olimpijskich nieśli flagę Boliwii.

## Chronologiczna lista chorążych
| Lp. | Rok i miejsce           | Chorąży                      | Dyscyplina            |
| --- | ----------------------- | ---------------------------- | --------------------- |
| 1   | 1936, Berlin            | Alberto Conrad               | pływanie              |
| 2   | 1956, Cortina d'Ampezzo | René Farwig                  | Narciarstwo alpejskie |
| 3   | 1964, Tokio             | b.d.                         |                       |
| 4   | 1968, Meksyk            | b.d.                         |                       |
| 5   | 1972, Monachium         | Roberto Nielsen-Reyes        | Jeździectwo           |
| 6   | 1976, Montreal          | b.d.                         |                       |
| 7   | 1980, Lake Placid       | Billy Farwig                 | Narciarstwo alpejskie |
| 8   | 1984, Sarajewo          | b.d.                         |                       |
| 9   | 1984, Los Angeles       | b.d.                         |                       |
| 10  | 1988, Calgary           | Guillermo Avila              | Narciarstwo alpejskie |
| 11  | 1988, Seul              | b.d.                         |                       |
| 12  | 1992, Albertville       | Guillermo Avila              | Narciarstwo alpejskie |
| 13  | 1992, Barcelona         | b.d.                         |                       |
| 14  | 1996, Atlanta           | Policarpio Calizaya          | Lekkoatletyka         |
| 15  | 2000, Sydney            | Marco Condori                | Lekkoatletyka         |
| 16  | 2004, Ateny             | Geovanna Irusta              | Lekkoatletyka         |
| 17  | 2008, Pekin             | César Menacho                | Strzelectwo           |
| 18  | 2012, Londyn            | Karen Milenka Torrez Guzman  | pływanie              |
| 19  | 2016, Rio de Janeiro    | Angela Castro                | Lekkoatletyka         |
| 20  | 2018, Pjongczang        | Simon Breitfuss Kammerlander | Narciarstwo alpejskie |